# Gérard Latortue

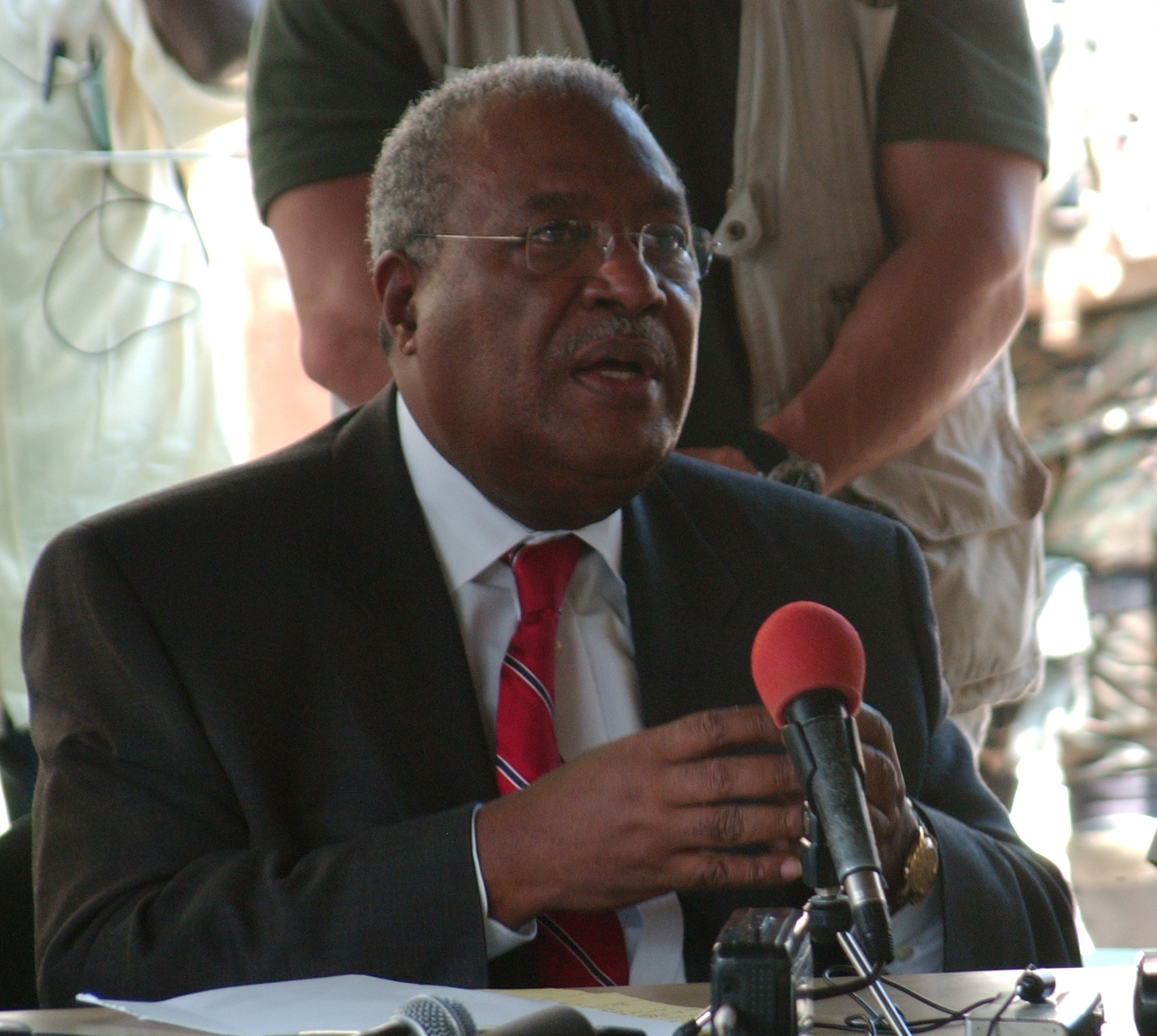
Gérard Latortue (2004)

Gérard Latortue (* 19. Juni 1934 in Gonaïves; † 27. Februar 2023 in den Vereinigten Staaten) war ein haitianischer Politiker und von März 2004 bis Mai 2006 Ministerpräsident des Landes.

## Leben
Latortue studierte in Paris und war ab 1961 Professor an der juristischen Fakultät in Port-au-Prince. 1963 floh er vor dem Diktator François Duvalier ins Exil. Während seiner Jahre im Ausland arbeitete er unter anderem als Professor für Ökonomie an der Interamerican University in Puerto Rico und als leitender Beamter bei der UN-Organisation für Industrielle Entwicklung (UNIDO).
Er kam im Jahr 1988 aus dem Exil in Florida, USA in seine Heimat zurück und wurde Außenminister unter dem nach wenigen Monaten vom Militär gestürzten Präsidenten Leslie Manigat.
Er war auch als Generaldirektor der Vereinigung der Universitäten und Forschungszentren der Karibik und als Fernsehmoderator für Programme in der Landessprache Haitianisch-Kreolisch in Miami tätig.
Latortue leitete auch Wahlbeobachtungsmissionen der Organisation internationale de la Francophonie (OIF).
Latortue hinterließ drei Kinder. Seine Tochter Alexia ist im Finanzministerium der Vereinigten Staaten beschäftigt.

## Premierminister
Latortue löste als Premierminister im Jahr 2004 Yvon Neptune ab, der die Regierung des gestürzten Präsidenten Jean-Bertrand Aristide geführt hatte. Unter Einflussnahme der Vereinigten Staaten, von Kanada und Frankreich als Chef einer Übergangsregierung vorgeschlagen, kehrte der 69-jährige aus Florida zurück.
Sein erklärtes Ziel war es, eine Regierung der nationalen Versöhnung zu führen. In den Medien wurde seine Amtsübernahme mit der Bemerkung „Die Regierung der letzten Chance“ begrüßt. Bei seinem ersten öffentlichen Auftritt nach der Wahl zum Ministerpräsidenten wurde er in seiner Heimatstadt Gonaïves am 21. März 2004 von 3.000 Menschen begeistert empfangen. Er hielt eine Gedenkminute für alle Opfer der Revolution ab und versprach den Bürgern der Stadt Trinkwasser und den Bau von Häusern.
Latortue wurde nach der Abhaltung international als frei und demokratisch anerkannter Wahlen (7. Februar 2006) von Jacques-Edouard Alexis abgelöst. Im Repräsentantenhaus der Vereinigten Staaten brachten zwei Abgeordnete den Entwurf einer Resolution ein, mit der Latortues Leistung als interimistischer Premierminister gewürdigt werden sollte; die Resolution wurde nicht angenommen.

## Veröffentlichungen (Auswahl)
- San Germán: Universidad Interamericana de Puerto Rico, Recinto de San Germán, Centro de Investigaciones del Caribe y América Latina (Hrsg.): Discurso en los actos de graduación de la Universidad Interamericana en San Germán. 1989 (spanisch).
- San Germán: Universidad Interamericana de Puerto Rico, Recinto de San Germán (Hrsg.): Haiti 2000, un reto a la modernización. 1990 (spanisch).
- République d'Haïti (Hrsg.): Livre blanc du gouvernement de transition: 9 mars 2004 – 9 juin 2006. Port-au-Prince 2006 (französisch).
- The Caribbean Free Trade Association. 1970 (englisch).

## Auszeichnungen (Auswahl)
- 1956: Ordre du Travail, Haiti
- 1988: Ordre Honneur et Merite, Croix d’argent, Haiti
- 1988: The Shining Star Decoration, Taiwan
- 1994: Chevalier de l’Ordre du Mérite, Senegal
- 1994 Ordre du Mono, Togo
- 1997; Special Honor Award der World Association of Small and Medium Enterprises (WASME)
- 1997: Honor Awards der International Conference of Small and Medium Enterprises (ICSME)[8]